# Archibald Leitch
Archibald Leitch (* 27. April 1865 in Glasgow; † 25. April 1939) war ein schottischer Architekt.

## Werdegang
Leitch begann als Industriearchitekt in Glasgow. Bekannt wurde er durch den Bau von Fußballstadien, die sich stilistisch an seine Fabrikbauten anlehnten. Sein erstes Stadionprojekt war das Ibrox Stadium von 1899, die Heimstätte der Glasgow Rangers.
Typisch für seine Sportstätten waren zweirangige Tribünen mit markanten Geländern aus Stahl und darüber angeordneten Satteldächern, die mit einem Giebeldreieck abschlossen. Insgesamt baute er mehr als 20 bedeutende Fußballstadien in ganz Großbritannien.
1902 kam es zur Ibrox-Katastrophe, als durch den Einsturz einer Tribüne 26 Personen starben. Dennoch blieb er auch in den nächsten 20 Jahren der bedeutendste Stadionarchitekt des Landes.

## Werke
- Anfield, Liverpool
- Ayresome Park, Middlesbrough
- Celtic Park, Glasgow
- Craven Cottage, London
- Ewood Park, Blackburn
- Fratton Park, Portsmouth
- Goodison Park, Liverpool
- Hampden Park, Glasgow
- Ibrox Stadium, Glasgow
- Highbury, London
- Lansdowne Road, Dublin
- Maine Road, Manchester
- Old Trafford, Manchester
- Roker Park, Sunderland
- Selhurst Park, London
- Somerset Park, Ayr
- Stamford Bridge, London
- Twickenham Stadium, London
- Tynecastle Stadium, Edinburgh
- Villa Park, Birmingham
- White Hart Lane, London

Viele dieser Stadien sind nicht mehr erhalten oder deutlich baulich verändert. Zu den Ausnahmen gehören Teile des Villa Park in Birmingham und die Hauptfassade des Ibrox Park in Glasgow.